# 9156 Malanin
9156 Malanin este un asteroid din centura principală de asteroizi.

## Descriere
9156 Malanin este un asteroid din centura principală de asteroizi. A fost descoperit pe 15 octombrie 1982 la Observatorul de Astrofizică din Crimeea de Liudmila Juravliova. El prezintă o orbită caracterizată de o semiaxă mare de 2,18 ua, o excentricitate de 0,15 și o înclinație de 4,9° în raport cu ecliptica.